# Vetenskapsåret 1860

## Händelser

### Biologi
- 30 juni - Vid Oxford University Museum of Natural History hålls en stor debatt om evolutionsteorin.

### Botanik
- Okänt datum - Joseph Dalton Hooker avslutar publiceringen The Botany of the Antarctic Voyage of H.M. Discovery Ships ''Erebus'' and ''Terror'' ... 1839–1843 med sista delen av Flora Tasmaniae i London.[1]

### Teknik
- 9 april - Édouard-Léon Scott de Martinville gör den första ljudinspelningen med sin "fonautograf". Ljudet avbildas grafiskt, men kan inte spelas upp. [2]

## Pristagare
- Copleymedaljen: Robert Wilhelm Bunsen, tysk kemist och fysiker.
- Rumfordmedaljen: James Clerk Maxwell, brittisk matematiker och fysiker.
- Wollastonmedaljen: Searles Valentine Wood, brittisk paleontolog. [3]

## Födda
- 1 januari - George Washington Carver (död 1943), amerikansk botaniker.
- 29 februari - Herman Hollerith (död 1929), tysk-amerikansk statistiker och uppfinnare av hålkortet.

## Avlidna
- 27 januari
  - János Bolyai (född 1802), ungersk matematiker.
  - Thomas Brisbane (född 1773), brittisk general och astronom.
- 25 maj - Abramo Massalongo (född 1824), italiensk botaniker, paleontolog.
- 29 juni - Thomas Addison (född 1793), brittisk läkare och forskare.
- 1 juli - Charles Goodyear (född 1800), brittisk uppfinnare av vulkaniseringsprocessen.

### Fotnoter
1. ↑  Sampson, F. Bruce (1985). ”Botany of the Antarctic Voyage”. Early New Zealand Botanical Art. Auckland: Reed Methuen. sid. 76. http://www.nzetc.org/tm/scholarly/tei-SamEarl-t1-body1-d5-d5-d5.html. Läst 5 april 2011
2. ↑  Jody Rosen (27 mars 2008). ”Researchers Play Tune Recorded Before Edison”. New York Times. http://www.nytimes.com/2008/03/27/arts/27soun.html.
3. ↑  ”Geological Society”. Arkiverad från originalet den 5 juni 2011. https://web.archive.org/web/20110605102217/http://www.geolsoc.org.uk/gsl/society/history/page750.html. Läst 13 april 2011.